# アプリリア・RS-GP
アプリリア・RS-GP（Aprilia RS-GP）とは、ロードレース世界選手権MotoGPクラス参戦を目的としたアプリリアのレース専用オートバイである。

## 概要
ロードレース世界選手権の最高峰クラスMotoGPでは2004年を最後に活動終えていたが、2015年からグレシーニ・レーシングが供給し、アルバロ・バウティスタとマルコ・メランドリを迎えて復帰参戦した。

## 車両解説
エンジンは4ストロークエンジンで、V型4気筒16バルブである。